# OpenCV
OpenCV je svobodná a otevřená multiplatformní knihovna pro manipulaci s obrazem. Je zaměřena především na počítačové vidění a zpracování obrazu v reálném čase. Původně ji vyvíjela společnost Intel. Dokáže se zrychlit spoluprací s knihovnou Integrated Performance Primitives (Intel IPP). Knihovnu je možné využít z prostředí jazyků C, C++ a s generátorem rozhraní SWIG také Python a Octave.

## Možnosti OpenCV
- Vizuální odometrie
- Rozpoznávání obličeje
- Rozpoznávání gest
- Detekce objektů
- Segmentace obrazu
- Rozšířená realita
- Zpracování dat ze stereoskopických kamer

## Ukázka kódu
```
#include
 
<cv.h>

#include
 
<highgui.h>

using
 
namespace
 
cv
;

int

main
 
()

{

 
Mat
 
img
 
=
 
imread
 
(
"starry_night.png"
);

 
if
 
(
img
.
empty
())

 
return
 
-1
;

 
imshow
 
(
"image"
,
 
img
);

 
waitKey
 
();

 
return
 
0
;

}

```